# جون كالهون بيل
جون كالهون بيل (بالإنجليزية: John Calhoun Bell)‏ هو محامي وقاضي وسياسي أمريكي، ولد في 11 ديسمبر 1851 في الولايات المتحدة، وتوفي في 12 أغسطس 1933 في مونتروز في الولايات المتحدة. حزبياً، نشط في حزب الشعب. وقد انتخب عضو مجلس النواب الأمريكي.